# Sheilla Castro
Sheilla Castro (Belo Horizonte, 1983. július 1. –) olimpiai bajnok brazil röplabdázó és strandröplabdázó.

## Pályafutása
2001–2004 között az MRV/Minas, 2004–2008 között az olasz Scavolini Pesaro, 2008–2010 között a São Caetano/Blausiegel, 2010–2012 között a Unilever/Rio de Janeiro, 2012–2014 között az Molico Osasco, 2014–2016 között a török Vakıfbank Istanbul, 2019–20-ban a Minas TC, 2020–2022 között az amerikai Athletes Unlimited Volleyball röplabdázója volt.
A 2008-as és a 2012. évi nyári olimpiai játékokon egyaránt aranyérmet szerzett röplabdában.

## Sikerei, díjai
Brazília
- Olimpiai játékok
  - aranyérmes (2): 2008, Peking, 2012, London
- Világbajnokság
  - ezüstérmes (2): 2006, Japán, 2010, Japán
  - bronzérmes: 2014, Olaszország